# كريستوبال غالان
كريستوبال غالان (بالإسبانية: Cristóbal Galán)‏ هو ملحن إسباني، ولد في 1625 في مملكة بلنسية، وتوفي في 24 سبتمبر 1684 في مدريد في إسبانيا.

## وصلات خارجية
- كريستوبال غالان على موقع ميوزك برينز (الإنجليزية)
- كريستوبال غالان على موقع ديسكوغز (الإنجليزية)